# Leigh Broxham
Leigh Michael Broxham (* 13. Januar 1988 in Melbourne) ist ein australischer Fußballspieler. Der Mittelfeldspieler steht seit 2006 in der A-League bei Melbourne Victory unter Vertrag.

## Vereinskarriere
Broxham spielte zwischen 2003 und 2005 am Victorian Institute of Sport. Zwei Beinbrüche im ersten Halbjahr 2006 sorgten dafür, dass er zunächst keinen Profivertrag in der A-League erhielt. Er trainierte bei Melbourne Victory mit und war beim Klub als Mannschaftsbetreuer und Zeugwart angestellt um ein Einkommen zu haben. Gegen Ende der Saison 2006/07 wurde ihm ein Profivertrag angeboten und er kam in den letzten drei Partien der Ligarunde zum Einsatz. Im Meisterschaftsfinale gegen Adelaide United wurde er beim 6:0-Kantersieg nach einer Stunde eingewechselt.
In der Saison 2007/08 gehörte Broxham während eines Großteils der Saison zum Stammpersonal, verpasst mit Melbourne auf Platz 5 liegend aber den Einzug in die Finals. Beim zweiten Meistertitel binnen drei Saisons spielte Broxham nur eine untergeordnete Rolle und kam im Saisonverlauf 2008/09 lediglich acht Mal als Einwechselspieler zum Einsatz, in den Finals wirkte er nicht mit. Seine Situation ändert sich nach einer guten Saisonvorbereitung in der Spielzeit 2009/10 grundlegend, als er nur wegen einer Gelbsperre sein einziges Saisonspiel verpasste und im September 2009 als bester U-21-Spieler des Monats sich für die Wahl zum Nachwuchsspieler des Jahres qualifizierte. Er erreichte mit Melbourne schließlich das Meisterschaftsfinale, in dem man dem Rivalen Sydney FC nach Elfmeterschießen unterlag. Broxham verwandelte als einer von zwei Melbourne-Spielern seinen Elfmeter.

## Nationalmannschaft
2005 nahm er als Stammspieler mit der australischen U-17-Auswahl an der U-17-Weltmeisterschaft in Peru teil. Nach regelmäßigen Einsätzen in der U-23-Auswahl kam er im März 2008 in einem Freundschaftsspiel gegen Singapur erstmals für die australische A-Nationalmannschaft zum Einsatz. Die Teilnahme an den Olympischen Spielen 2008 in Peking verpasste er als einer von vier Reservespielern auf Abruf knapp.

## Erfolge
auf Vereinsebene:
- Australischer Meister: 2006/07, 2008/09
- A-League Premiership: 2006/07, 2008/09